# Franz Fedier
Franz Fedier (* 17. Februar 1922 in Erstfeld (Kanton Uri); † 18. Mai 2005 in Bern) war ein Schweizer Maler der abstrakten Malerei und Avantgardist.

## Leben
Franz Fedier wurde im urnerischen Erstfeld geboren. Mit 17 Jahren begann er eine Malerlehre in Brugg. Zwei Jahre später (1941) besuchte er während eines Semesters die Kunstgewerbeschule Luzern bei Max von Moos. Bei Wandbildaufträgen von Heinrich Danioth konnte er als Schüler und Gehilfe mitwirken. 1945 arbeitete er als Zeichner in einem Reklameatelier in Bern. Studien führten ihn 1956 nach Paris, wo er die Académie de la Grande Chaumière, das Atelier 17 von Stanley William Hayter und die Académie von Fernand Léger besuchte.
Im Jahr 1959 war Fedier Teilnehmer der documenta 2 in Kassel in der Abteilung Malerei. Von 1966 bis 1985 unterrichtete er als Lehrer an der Schule für Gestaltung Basel.
Ab 1985 war er Mitglied und von 1987 bis 1992 Präsident der Eidgenössischen Kunstkommission. Zudem 1985 bis 1987 Mitglied der Eidgenössischen Kunstkommission für angewandte Kunst. Zwischen 1995 und 2005 zeigte Fedier seine Werke in über 15 Einzel- und 13 Gruppenausstellungen. Zu seinem Werk gehören auch mehrere Wandbilder an öffentlichen Gebäuden.
Zu Fediers hundertstem Geburtstag realisierte Felice Zenoni einen Film über Leben und Schaffen des Künstlers.

## Werk
Fedier ist ein bedeutender Exponenten abstrakter Malerei in der Schweiz. Nach figurativen Anfängen folgten in den 1950er-Jahren Werke, in denen weniger die subjektive Geste, als die jeweils spezifischen Eigenschaften bestimmter Materialien wie Öl- oder Kunstharzfarbe, Bildträgers wie Leinwand oder Jute sowie der Entstehungsort (auf dem Boden oder an der Wand) bildentscheidend wurden. In den 1970er-Jahren erfolgte eine Geometrisierung der Formensprache, bei der ein Raster durch Abdecken der Leinwand mit Klebeband das Ergebnis bestimmte. Es entstanden Streifenbilder mit parallel geführten Bändern, mit schräggeneigten Feldern oder perspektivisch zu Rauten verzogenen Würfeln.

## Ausstellungen (Auswahl)

### Einzelausstellungen
- 1999: Franz Fedier, Galerie Beyeler, Basel
- 2007: Franz Fedier, Galerie Beyeler, Basel
- 2022: Retrospektive, Haus für Kunst Uri, Altdorf (UR)

### Gruppenausstellungen
- 1959: Bienal internacional de São Paulo
- 1971: Franz Fedier und seine Schüler. Farbe – Material – Objekt, Aargauer Kunsthaus, Aarau
- 1980: Pop Art und verwandte Strömungen in der Schweiz, Kunstsammlung der Stadt Thun
- 1986: Schweizer Kunst der 50er Jahre, Westfälisches Landesmuseum für Kunst und Kulturgeschichte Münster
- 10/1997–1/1998: Schweiz konstruktiv 1960 bis 1997, Haus Konstruktiv. Zürich